# Curvularia coicis
Curvularia coicis är en svampart som beskrevs av Matsush. 1975. Curvularia coicis ingår i släktet Curvularia och familjen Pleosporaceae.   Inga underarter finns listade i Catalogue of Life.